# Dennis Bernhardsson
Dennis Bernhardsson (ur. 18 lutego 1988 r. w Kungälv) – szwedzki wioślarz.

## Osiągnięcia
- Mistrzostwa Świata U-23 – Glasgow 2007 – dwójka podwójna wagi lekkiej – 12. miejsce[1].
- Mistrzostwa Świata U-23 – Račice 2009 – czwórka podwójna wagi lekkiej – 8. miejsce[1].
- Mistrzostwa Świata U-23 – Brześć 2010 – dwójka podwójna wagi lekkiej – 7. miejsce[1].
- Mistrzostwa Europy – Montemor-o-Velho 2010 – dwójka podwójna wagi lekkiej – 14. miejsce[1].